# Серебрено
Серебрено — опустевшая (нежилая) деревня в Струго-Красненском районе Псковской области России. Входит в состав сельского поселения «Новосельская волость».

## География
Находится на северо-востоке региона, в южной части района, в лесной местности.
Уличная сеть не развита.

## История
Первое упоминание — 1585-87 гг. как пустошь Серебряное Заклинской губы Заклинской засады.
Согласно Закону Псковской области от 28 февраля 2005 года деревня Серебрено вошла в состав образованного муниципального образования Новосельская волость.

## Население
| 2001 | 2002 | 2010 | 2011 |
| ---- | ---- | ---- | ---- |
| 6    | ↘0   | →0   | →0   |

В 1858 г. — 27 жит., в 1882 г. — 10 хоз. и 56 жит., в 1911 г. — 65 жит., в 1926 г. — 8 хоз. и 33 жит. (хутора при дер. — 17 хоз. и 87 жит.), в 1928 г. — 132 жит., в 1934 г. — 14 хоз., в 1938 г. — 15 дв., в 1948 г. — 12 хоз. и 49 жит., в 1958 г. — 18 хоз. и 52 жит., в 1965 г. — 17 хоз. и 39 жит., в 1975 г. — 14 хоз. и 31 жит., в 2001 г. — 6 жит., в 2007 г. — 1 жит., в 2008 г., 2010 г., в 2013 г. и в 2014 г. — нет постоянных жителей; в 2013 г. и в 2014 г. — 15 дачных и
заброшенных домов (Ефимов, Фёдоров, 2015).

## Инфраструктура
В 1933-41 гг. — действовал колхоз «Серебрено». в 1944-50 гг. деревни Серебрено и Кресты составили колхоз «Вперёд за Родину». В 1950-59 гг. в Серебрено бригада Серебрено колхоза «Вперёд за Родину». С 1959 г. — бригада Серебрено колхоза
«Революция», при нём МТФ (1973, 1982, 1987, 1993, сейчас развалины) (Ефимов, Фёдоров, 2015)

## Транспорт
Находится на местной дороге Поречье	Заклинье — Ксти.